# Majthényi László (színművész)

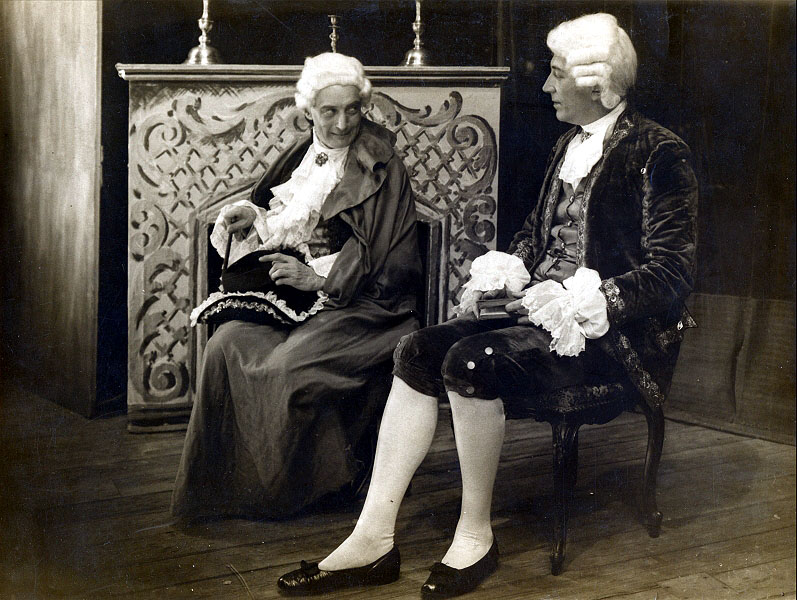
Georg Kaiser: Tűzvész az Operaházban. Forgách Rózsi Kamaraszínháza. Doktor János (Az öreg úr), Majtényi László (*** úr)

Majthényi László, Freitag László Béla, névváltozat: Majtényi (Nagyvárad, 1883. július 10. – Budapest, 1960. szeptember 1.) színész és rendező, királyi pénzügyi titkár. Felesége, Bányai Irén (1889–1976) színésznő volt.

## Életpályája
Freitag Ede és Treutner Erzsébet fiaként született. A Színiakadémia elvégzése után 1907-ben Egerben, Palágyi Lajos társulatánál lett színész. 1908–1910 között Kassán játszott. 1910–1914 között a pécsi színház rendezője és színésze volt. 1915–1916 között a debreceni színház tagja volt. Ezt követően visszavonult a színészettől és jogi doktorátust szerzett. 1920–1922 között tért vissza a színházhoz; az újpesti színház rendezője volt. 1918. január 23-án Székesfehérvárott kötött házasságot Bányai Irén színésznővel. 1924-ben elváltak, majd 1928. november 14-én Budapesten, a Józsefvárosban újra összeházasodtak. Ekkor pénzügyi titkárként működött a budapesti pénzügyigazgatóságnál.
Halálát hasnyálmirigyrák okozta. Sírja a Farkasréti temetőben található (610-153).

## Színházi szerepei
- Csiky Gergely: A nagymama....Koszta Sámuel
- Herczeg Ferenc: A Gyurkovics lányok....Radványi ezredes
- Molnár Ferenc: Az ördög....Az ördög

## Színházi rendezései
- Bíró L.: 1913
- Knoblauch: A faun
- Farkas F.: A hónapos szoba
- Hajó S.: Lakájok
- Shaw: Pygmalion
- Jókai M.–Hevesi S.: Az új földesúr